# Emmanuel Siffert
Emmanuel Siffert (Friburgo, Suiza, 1967) es un director de orquesta suizo.

## Carrera profesional
Siffert primero estudió violín en Suiza y en Salzburgo con Sandor Végh. Estudió dirección  de orquesta en Suiza, Finlandia y Milán con Carlo Maria Giulini, y ganó dos veces el premio al "mejor director" en el Schweizer Tonkünstlerverein. Ha realizado varias grabaciones con diversas orquestas de cámara, así como con la Orquesta Sinfónica Nacional de Sudáfrica. Fue asistente de Rafael Frühbeck de Burgos en el Teatro Lirico di Cagliari. Frecuentemente dirige la Orquesta de Cámara Suiza. Trabaja como director invitado en Europa, Estados Unidos y América del Sur, incluyendo la Orquesta Wiener Mozart y la Orquesta Sinfónica de San Juan. Emmanuel Siffert ha sido director titular de la European Chamber Opera de Londres (dirigiendo La Traviata, Tosca, Carmen, etc. ) Sus compromisos recientes incluyen, entre otros, conciertos con la Royal Philharmonic Orchestra y la Orchestra della Svizzera Italiana.
En 2022 fue nombrado director titular de la Orquesta Sinfónica de Aguascalientes, en México, dando su primer concierto el 4 de febrero en el Teatro Aguascalientes.